# Phytomyptera triangularis
Phytomyptera triangularis là một loài ruồi trong họ Tachinidae.